# Hernando París Rodríguez
Hernando Alberto París Rodríguez (San José, 11 de julio de 1966) es un abogado costarricense especialista en litigio y arbitraje, que ha ocupado el cargo de Ministro de Justicia y Gracia en la administración de Óscar Arias Sánchez (2006-2010) y Ministro de Justicia y Paz en la administración de Laura Chinchilla Miranda (2010-2014). Fue También Magistrado suplente de la Corte Suprema de Justicia (2003-2009).

## Carrera profesional
Hernando París es abogado, consultor y académico. Ha sido profesor universitario en materia de Contratos. Fue Asesor en la Casa Presidencial (1987-1990), Letrado de la Sala Primera de la Corte (1990-1991), Director del Despacho del Presidente de la Corte (1991-1993), Director del Programa Resolución Alterna de Conflictos del Poder Judicial (1993-1996); Secretario General de la Corte (1993-1996) y Juez Superior Civil Suplente (1997-1998). Fue Magistrado Suplente de la Corte Suprema de Justicia (2003-2009), nombrado por la Asamblea Legislativa. Es autor de libros y publicaciones en materia de derecho civil, derecho comercial y métodos alternos de solución de conflictos. Ha sido consultor del Banco Interamericano de Desarrollo (BID) y de la Agencia de los Estados Unidos para el Desarrollo Internacional (USAID) en proyectos relacionados con la Administración de Justicia y la Resolución Alterna de Conflictos. Su práctica como abogado la ha desarrollado en derecho civil, derecho comercial, contratos, bienes raíces, litigio y arbitraje. Obtuvo el Premio Ulises Odio Santos (1992) conferido por la Corte Suprema de Justicia por sus publicaciones en materia de derecho privado y la Orden al Mérito Mercantil otorgada por la Cámara de Comercio de Costa Rica por su contribución al derecho privado mercantil y a la seguridad jurídica en materia de negocios.

## Ministro de Justicia y Gracia
Durante la administración de Óscar Arias Sánchez, la primera vicepresidenta Laura Chinchilla fue designada como Ministra de Justicia y Gracia, cargo al cual renuncia para preparar su campaña política, siendo sustituida por Viviana Martín Salazar, quien ocupaba el cargo de Viceministra de Transportes en el MOPT. Ella también renuncia para postularse como Diputada y en su lugar, el 5 de agosto de 2009, es nombrado Hernando París Rodríguez como nuevo ministro.
El 14 de septiembre de 2009, a pocos días de terminar la administración Arias Sánchez, el Ministerio de Justicia y Gracia cambia su nombre a Ministerio de Justicia y Paz, luego de aprobarse en segundo debate la Ley N.° 8771, publicada en el diario oficial “La Gaceta” el 27 de junio del 2012.

## Administración Chinchilla Miranda
Al conformar su gabinete de Gobierno, Laura Chinchilla Miranda mantiene a Hernando París en el cargo de Ministro de Justicia y Paz.
Desde esa posición, París puso énfasis en la promoción de proyectos para mejorar la seguridad jurídica y la competitividad. Presentó al Congreso el proyecto de ley para aprobar la Adhesión de Costa Rica a la Convención de La Haya de la Apostilla y la Ley de Arbitraje Comercial Internacional basada en la Ley Modelo de UNCITRAL, ambos aprobados finalmente como Ley de la República en el año 2011.
Durante su gestión como Ministro, se lanzó la nueva página web del Registro Nacional de Costa Rica, ofreciendo servicios en línea a los usuarios (www.rnpdigital.com), se creó el servicio de Alerta Registral y se conformó el Registro Inmobiliario, fruto de la unión del antiguo Catastro y el Registro de la Propiedad.
El Registro Nacional se fortaleció además con la incorporación del Instituto Geográfico Nacional, el Registro Aeronáutico y el Registro de Marcas de Ganado.
Al concluir su función afirmó: "Nunca ha sido mi intención hacer carrera política. Cumplimos las metas asignadas por la señora Presidenta y, según lo acordado desde un inicio, volveremos a lo privado, a escribir y a la academia".

## Publicaciones
- París Rodríguez, Hernando; Corrales Castro, Olga Marta (1988). Aplicación de los conceptos de culpa y dolo a la responsabilidad civil. San José, Costa Rica: Universidad de Costa Rica (Tesis). p. 239.
- París Rodríguez, Hernando (1991). Los contratos privados en la jurisprudencia de casación. San José, Costa Rica: Comisión Nacional para el Mejoramiento de la Administración de Justicia. p. 374. ISBN 9977994114 |isbn= incorrecto (ayuda).
- París Rodríguez, Herando (1998). Una nueva administración de justicia: diagnóstico. San José, Costa Rica: Dept. de Publicaciones e Impresos Poder Judicial. p. 78.